# Доссена, Джузеппе
Джузе́ппе Доссе́на (итал. Giuseppe Dossena; родился 2 мая 1958 года, Милан, Италия) — итальянский футболист, тренер.

## Карьера
Доссена воспитанник клуба «Торино». В 1976 году стал привлекаться к играм за первую команду, однако, в чемпионате так и не дебютировал и в следующем году покинул клуб и перешёл в «Пистойезе». Позже, в 1982 году, будучи игроком «Торино» вновь, принимал участие в чемпионате мира 1982. Также играл в «Болонье», «Удинезе», «Сампдории» и «Перудже».
В 1998 году начал полноценную тренерскую карьеру, возглавив сборную Ганы и представляя на международном уровне в течение двух лет (1998—2000), затем работал помощником Чезаре Мальдини в сборной Парагвая, и помогая подготовиться к чемпионату мира 2002. Также был главным тренером сборной Албании. 
30 августа 2010 года Доссена вернулся к тренерской работе, возглавив многократного чемпиона Эфиопии клуб «Сент-Джордж». В настоящее время Доссена работает аналитиком итальянской телерадиокомпании RAI.

## Награды
- Знак «Золотой воротник» за спортивные заслуги[итал.] (Рим, 19 декабря 2017)[3]